# Pedro Bonilli
Pedro Bonilli (Trevi, 15 de marzo de 1841-Spoleto, 5 de enero de 1935) fue un sacerdote y filántropo italiano, fundador de la Congregación de las Hermanas de la Sagrada Familia de Spoleto.

## Biografías
Bonilli nace el 15 de marzo de 1841, en S. Lorenzo de Trevi, hijo de modestos agricultores. Estudió en Trevi, donde tuvo la fortuna de conocer al padre Ludovico Pieri, quien lo guio espiritualmente y lo ayudó a descubrir su vocación al sacerdocio.
Bonilli fue ordenado sacerdote el 19 de diciembre de 1863. Fue párroco en Cannaiola de Trevi 35 años y se empeñó por hacer reflorecer la vida cristiana entre la gente. Vivió toda su vida el propósito y la oración de la primera misa: "O sacerdote santo, o la muerte". 
Con la palabra y con la imprenta difunde en Umbría y en otras partes de Italia, la devoción a la s. Familia de Nazaret. Junto a otros sacerdotes y a solicitud de Ludovico, fundó la Sociedad de Misioneros de la Sagrada Familia. 
Fundó muchas obras y asociaciones. En 1888, abrió el Instituto Nazareno para las niñas huerfanas, ciegas, sordomudas y discapacitadas y para darles una adecuada asistencia y educación fundó en 1888 la Congregación de la Hermanas de la Sagrada Familia, que en seguida amplio el campo des su apostolado a Italia y al Extranjero.
Pedro Bonilli murió en Spoleto el 5 de enero de 1935.